# 구글 노트북
구글 노트북(Google Notebook)은 구글이 제공한 과거의 무료 온라인 애플리케이션으로, 사용자들이 온라인으로 연구를 수행하는 동안 여러 정보를 저장하고 정리할 수 있다. 브라우저 기반 도구를 통해 사용자는 노트, 클립 텍스트, 이미지를 기록하고 브라우저 세션이 유지되는 동안 페이지들의 링크를 저장할 수 있다. 이 정보는 공유 및 협업 기능들을 통해 온라인 노트북으로 저장된다. 노트북은 다른 사용자들에게 공개하거나 특정 사용자와 협업을 위해 공개 또는 비공개 처리할 수 있다.

## 같이 보기
- 구글 킵
- 구글 문서도구
- 구글의 제품 목록